# Boniface III de Toscane
Pour les articles homonymes, voir Canossa (homonymie) et Boniface.
 (juillet 2019).
Si vous disposez d'ouvrages ou d'articles de référence ou si vous connaissez des sites web de qualité traitant du thème abordé ici, merci de compléter l'article en donnant les références utiles à sa vérifiabilité et en les liant à la section « Notes et références ».
 Boniface de Canossa, né vers 985 et assassiné le 6 mai 1052, fut marquis de Canossa (1015-1052) et de Toscane (1027-1052). Il était fils de Thedbald, marquis de Canossa, et de Willa de Bologne.

## Biographie
Boniface III aide en 1014, l'empereur à réprimer la révolte d'Arduin d’Ivrée. Il épouse en premières noces avant 1015 Richide de Bergame, fille de Giselbert, comte palatin.
Son père l'institue seul héritier, excluant ses frères. En 1016, il combattit le marquis de Turin aux côtés de l'empereur Henri II. En 1020, il doit mater une révolte de son frère Conrad. Il soutient la candidature de Conrad II du Saint-Empire et reçoit la Toscane, ce qui lui donne le contrôle des routes entre les Alpes et le sud de l'Italie. En 1032, il combat Eudes II de Blois, comte de Troyes et de Meaux prétendant au royaume de Bourgogne.

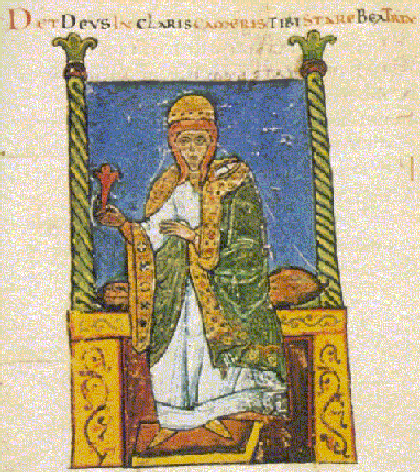
Béatrice de Bar. Du manuscrit Vita Mathildis de Donizone, XII.

En 1037, il épouse Béatrice († 1076), fille de Frédéric II, duc de Haute-Lotharingie et comte de Bar, et nièce de l'impératrice Gisèle, femme de Conrad II. Boniface et Béatrice auront :
- Béatrice († avant décembre 1053) ;
- Frédéric-Boniface (IV) († avant décembre 1053), marquis de Toscane :
- Mathilde († 1115), marquise de Toscane, mariée à Godefroy III le Barbu, duc de Basse-Lotharingie, puis à Welf IV.

Ce mariage lui procure une forte influence dans l'Empire, et il est en butte aux jalousies et manœuvres des autres grands. Cela lui permet d'agrandir ses possessions, parfois aux dépens de l'Église. En 1049, il participe au synode de Pavie.
Il est assassiné au cours d'une chasse en 1052. Après la mort de ses deux enfants aînés avant la fin de l'année suivante, la comtesse Mathilde de Toscane, sa seconde fille, recueille son héritage.